# Phaulostylus furcifer
Phaulostylus furcifer là một loài nhện trong họ Salticidae.
Loài này thuộc chi Phaulostylus. Phaulostylus furcifer được Eugène Simon miêu tả năm 1902.